# Sainte-Marguerite-Lafigère
Sainte-Marguerite-Lafigère – miejscowość i gmina we Francji, w regionie Owernia-Rodan-Alpy, w departamencie Ardèche.
Według danych na rok 1990 gminę zamieszkiwało 91 osób, a gęstość zaludnienia wynosiła 9 osób/km² (wśród 2880 gmin regionu Rodan-Alpy Sainte-Marguerite-Lafigère plasuje się na 1530. miejscu pod względem liczby ludności, natomiast pod względem powierzchni na miejscu 1112.).

## Populacja

Populacja Sainte-Marguerite-Lafigère w latach 1962-2008